# 前田多門
前田 多門（まえだ たもん、1884年（明治17年）5月11日 - 1962年（昭和37年）6月4日）は、日本の政治家・実業家・文筆家。

## 経歴
大阪府出身。喜兵衛の長男。立教中学、一高、東京帝国大学卒業後、内務省入省。1916年（大正5年）、後藤新平内務大臣の秘書官に起用され、後藤系の有力官僚となり、1920年（大正9年）、池田宏の後を継いで第2代の内務大臣官房都市計画課長となった。後藤新平が東京市長に就任すると第1助役は永田秀次郎、第2助役は池田、第3助役は前田という後藤のいわゆる「畳」であり、後藤自身および電気局長の長尾半平と合わせて「三田二平」と称された。
1925年（大正14年）3月、外務省の守屋栄夫とともに第7回国際労働会議の政府代表に選出。同年5月にジュネーブで開かれた会議に参加、移民制限への反対を訴える演説を行った。翌1926年（大正15年）に開かれた第8回、第9回の国際労働会議にも「国際労働理事会に於ける帝国政府代表」の肩書をもって出席した。
1928年（昭和3年）「朝日新聞」論説委員。1938年退社後はニューヨークの日本文化会館館長に就任。
1941年の開戦時には文化会館の閉鎖に奔走して引き揚げのタイミングを逸し、ニューヨークにとどまっていた。帰国後の1943年新潟県知事など歴任。
1945年（昭和20年）2月24日、貴族院議員に勅選され（1946年（昭和21年）6月25日まで在任）、東久邇宮内閣の文相に就任、教育改革を推進した。幣原内閣でも留任したが戦時中の在任歴から公職追放の可能性があるとされたため、後継に安倍能成を指名して辞職した。1946年、東京通信工業（後のソニー）の初代社長に就任。
財団法人東京市政調査会、日本育英会、日本ユネスコ国内委員会、日本ILO協会各会長、公明選挙連盟理事長等を歴任。帝大在学中、新渡戸稲造に師事して、鶴見祐輔、田島道治、岩永裕吉とともに「新渡戸四天王」と呼ばれた。学外では内村鑑三の聖書研究会に入門、新渡戸と内村から多大なる影響を受ける。晩年に新渡戸と同じくクエーカーに入信。墓所は多磨霊園(16-1-3-7)。

## 家族
- 長男は東大教養学部名誉教授・フランス文学者の前田陽一。
- 長女は精神科医の神谷美恵子。夫は生物学者の神谷宣郎。
- 次女勢喜子は、ソニー第2代社長井深大の妻だったが長年別居を経て多門の没後に離婚（子息の井深亮の著書『父 井深大』（ごま書房）に詳しい）。
- 三女のとし子の夫に伊藤忠商事副社長、東京税関長を務めた片桐良雄[10]。その従兄弟に大川栄二。

## 著書

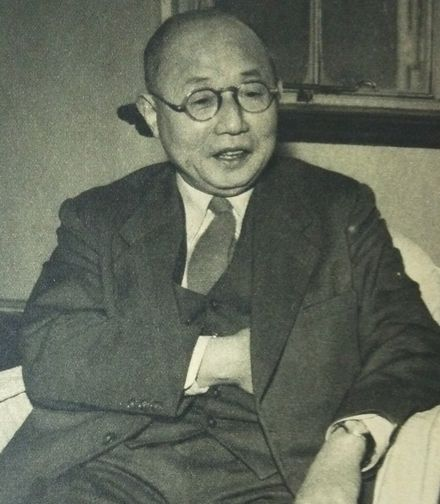
前田多門

### 単著
- 『失業防止行政ニ関スル復命書』前田多門、1919年11月。 NCID BA4198811X。全国書誌番号:21504085。
- 『欧洲に於ける労働問題の趨勢』啓明会〈財団法人啓明会講演集 第20回〉、1927年6月。 NCID BA35343506。全国書誌番号:46084886。
- 『国際労働』岩波書店、1927年8月。 NCID BN05324082。全国書誌番号:46087213。
- 『国際移民問題』教化団体聯合会〈教化資料 第73輯〉、1927年12月。 NCID BB2572859X。全国書誌番号:44028500。
- 『最近労農露西亜の国情』新日本同盟〈新日本同盟パンフレット 16〉、1928年4月。 NCID BA77010678。
- 『輓近社会事業ノ趨勢』山口県学務部社会課、1929年4月。全国書誌番号:47017210。
- 『地方自治の話』朝日新聞社〈第二朝日常識講座 第6巻〉、1930年3月。 NCID BN09928300。全国書誌番号:46076562。
- 『一票の力』選挙粛正同盟会、1935年6月。 NCID BA74031208。
  - 『一票の力』（4版）選挙粛正同盟会、1935年12月。全国書誌番号:77100960。
- 『都市の行政』中央教化団体聯合会〈都市教化の諸問題 5〉、1936年3月。 NCID BA36081766。全国書誌番号:46066191。
- 『公民の書』選挙粛正中央聯盟、1936年10月。 NCID BA45029949。全国書誌番号:46052320。
- 『青年と公民教育』文部省〈公民教育叢書 第1輯〉、1937年3月。 NCID BA37157681。全国書誌番号:46052042。
- 『アメリカ人の日本把握』育生社〈新世代叢書 2〉、1940年11月。 NCID BN06638257。全国書誌番号:46059660。
- 『公民の書』社会教育協会、1946年1月。 NCID BN11560410。
- 『山荘静思』羽田書店、1947年4月。 NCID BA44619834。全国書誌番号:46008248。

### 共著
- 安藤広太郎、前田多門『将来に於ける米麦の需給・日本と国際労働機関との関係・第二回太平洋問題調査会大会の開催』太平洋問題調査会〈太平洋問題パンフレット 第3輯〉、1927年6月。 NCID BB20121337。全国書誌番号:44054804。
- 永田秀次郎、前田多門 著、市民教育会 編『新生の日本』都市協会〈市民パンフレット〉、1927年10月。全国書誌番号:44030088。
- 前田多門、高木八尺『新渡戸博士追憶集』故新渡戸博士記念事業実行委員、1936年11月。 NCID BN05466804。全国書誌番号:46068341。

### 翻訳
- ヒュー・ブラック『積極修養と消極修養』実業之日本社、1914年4月。 NCID BA38198866。全国書誌番号:43019071。
- ウールマン『ジョン・ウールマン』警醒社、1914年5月。 NCID BA77587256。全国書誌番号:42006192 全国書誌番号:52012287。

## 関連人物
- 永田秀次郎・池田宏 - 前田とともに東京市長時代の後藤新平の補佐役（東京市助役）。後藤のいわゆる「疊」。
- 田島道治 - 宮内庁長官、前田と同じく初期のソニーに会長職で参画した。
- 三谷隆信 - 侍従長。三名共に新渡戸稲造門下
- 新渡戸稲造及び内村鑑三の門下生
- 小泉信三
- 安倍能成
- 田中耕太郎 - 文部大臣、最高裁長官
- 南原繁 - 戦後改革での両者との関係は、今日大いに議論されている。